# Griekse mythologie van A tot Z

## A
Abantiaden - Abaris - Abas - Achelous - Achilles - Acheron - Actaeon - Adonis - Aeacus - Aegeus - Aegis - Aegisthus - Aeneas - Aeson - Aether - Agamemnon - Ajax de Grote - Ajax de Kleine - Alcinoüs - Alcyone - Alkestis - Alkmene - Alpheus - Amalthea - Amazonen - Amphitrite - Anchises - Androclus - Andromache - Andromeda - Anteros - Antigone - Antinoös - Apate - Aphrodite - Apollo - Arachne - Ares - Arges - Argonauten - Argus - Ariadne - Arion - Aristaeus - Armogaras - Artemis - Asaios - Ascanius - Asclepius - Asia - Asopus - Astraea - Astyanax - Atalante - Athena - Atlantis - Athos - Atlas - Atreus - Attis - Automedon - Autonoë

## B
Balius - Baubo - Bellerophon - Bia - Boreas - Briseïs -  Brontes

## C
Cadmus - Calypso - Calchas - Callisto - Canopus - Cassandra - Cassiopeia - Castor - Centauren - Cephissus - Cerberus - Chaos - Charis - Chariten - Charon - Charybdis - Chimaera - Chiron - Chloris - Chryse - Chryseïs - Chryses - Circe - Clymene - Clytaemnestra - Codrus - Cratus - Creon (van Thebe) - Creon (van Korinthe) - Creüsa - Creüsa (van Athene) - Creüsa (van Korinthe) - Creüsa (van Troje) - Crinisus - Crius - Cybele - Cyclopen

## D
Daedalus - Danae - Danaïden - Daphne - Daphnis - Demeter - Deucalion - Dido - Diomedes - Dione - Dionysus - Dioscuren - Doos van Pandora - Deianeira - Deimos

## E
Echidna - Echo - Elektra - Elysese velden - Elpenor - Enceladus - Enipeus - Eos - Epos - Er - Erebus - Erinyen - Eris - Eros - Europa - Euros - Eurynome - Erymanthische zwijn

## F
Feniks - Furiën

## G
Gaea - giganten - Geras - Gordiaanse knoop - Gorgo - Griekse goden - Griekse mythologie - Griekse zondvloedverhalen

## H
Hades - Harmonia - Harpijen - Hecabe - Hector - Hekate - Helena - Helenus - Helios - Helle - Hera - Herakles - Hesperiden - Hestia - Hephaestus - Hermes - Hyakinthos - Hybris - Hydra - Hygieia - Hymenaeus - Hyperion - Hypnos - Hinde van Keryneia

## I
Iason - Icarus - Idomeneus - Inachus - Interpretatio Graeca - Io - Iocaste - Ion - Iphigeneia - Iris

## J
Jason

## K
Voor namen die ook wel met een C gespeld worden, zie onder C
Kekrops - Kronos

## L
Labdaciden - Laios - Laocoön - Labyrint - Lamia  - Leda - Lemnos - Lijst van Griekse goden

## M
Marsyas - Medea - Medusa - Megara - Meleager - Melia - Menelaos - Metis - Minotaurus - Mnemosyne - Moiren - Momus - Moros - Morpheus - Muzen - Myrtilus -  Merries van Diomedes - Midas

## N
Naiaden - Narcissus - Nemeïsche leeuw - Nemesis - Neoptolemus - Nereus - Nereïden - Nestor - Nikè - Nimfen - Niobe - Notos - Nyx

## O
Oceanus - Oceaniden - Odyssee - Odysseus - Oedipus - Oenopion - Opites - Orakel - Orestes - Orion - Orpheus - Otus en Ephialtes - Olympus - Ouranos

## P
Palamedes - Pallas Athene - Pan - Pandora - Pantheon - Paris - Patroclus - Pegasus - Peleus - Pelops - Penelope - Peneus - Penthesilea- Persephone - Perseus - Philoctetes - Philomela - Philotes - Philyra - Phlegyas - Phoebus - Phoinix - Phorceïden - Pleiaden - Pleione  - Polites - Pollux - Poseidon - Priamus - Priapus - Procne - Prometheus - Prothoënor - Psyche - Pyrrha - Python

## R
Rhea - Rhode

## S
Saturnus - Satyr - Semele - Sfinx - Sirens - Sisyphus - Staphylus - Steropes - Styx

## T
Tantalus - Tartarus - Telamon - Telegonus - Telesto - Tethys - Thanatos - Theia - Themis - Theseus - Thetis - Thyestes - Thyone - Titanen - Tityus - Triton -Troje-Trojaanse Oorlog - Tyche - Tyndareus - Typhon

## X
Xanthus

## Z
Zephyros - Zeus
Mythologie van A tot Z · Categorie